# Verdrag van Bachtsjisaraj

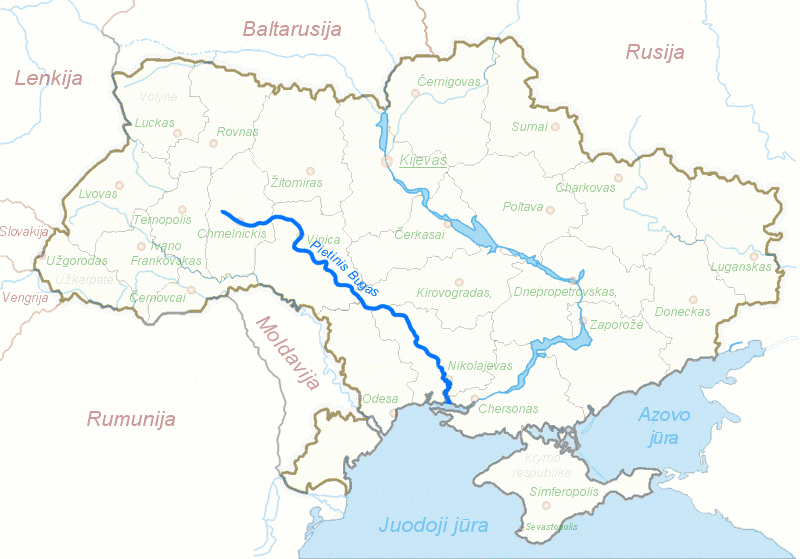
Zuidelijke Boeg en Dnjepr (blauw)

Het Verdrag van Bachtsjisaraj werd op op 3 januari 1681 te Bachtsjisaraj getekend tussen het Ottomaanse Rijk, Tsaardom Rusland en het Kanaat van de Krim. Het verdrag maakte een einde aan de Russisch-Turkse Oorlog (1676-1681) en moest twintig jaar duren.

## Overeenkomst
Linkeroever-Oekraïne bleef in Russische handen. De regio tussen de rivieren, de Zuidelijke Boeg en de Dnjepr werd een neutrale zone. Het bestuur van Ottomaans-Oekraïne werd overgedragen aan George Ducas, Vorst van Moldavië. Podolië bleef Ottomaans.
De Krim-Tataren en de Zaporozje-Kozakken kregen de toelating om te varen en te handelen op en langs de rivier Dnjepr.

## Vervolg
In 1686 werd het verdrag reeds geschonden. Rusland tekende een verdrag met het Pools-Litouwse Gemenebest, het begin van de Russisch-Turkse Oorlog (1686-1700).